# Беляев, Игорь Константинович
Игорь Константинович Беля́ев (17 апреля 1932, Москва — 24 июля 2018, там же) — советский и российский режиссёр документального кино, сценарист. Член КПСС с 1979 года. Заслуженный деятель искусств Российской Федерации (1997). Лауреат Государственных премий СССР (1984) и РСФСР имени братьев Васильевых (1979).

## Биография
Родился 17 апреля 1932 года. Окончил юридический факультет МГУ имени М. В. Ломоносова (1954) и режиссёрские курсы Театрального училища имени Б. В. Щукина.
В 1953—1954 годах — следователь Хабаровской краевой прокуратуры.
В 1954 году играл на сцене Хабаровского драматического театра. Ассистент режиссёра Московской студии научно-популярных фильмов (1955). С 1956 года на центральном телевидении Гостелерадио СССР.
С 1957 года — старший редактор Молодёжной редакции, после 1959 года сценарист и режиссёр.
С 1968 года режиссёр, а затем в течение десяти лет являлся художественным руководителем документальной студии ТО «Экран».
Игорь Константинович Беляев автор более ста фильмов. Ряд работ сценариста отмечен призами Фестивалей телефильмов. Член СЖ СССР, СК СССР, академии Российского телевидения «ТЭФИ» (с 1994 года), киноакадемии «Ника», Евразийской Академии телевидения и радио. Автор книг: «Спектакль без актёра», «Введение в режиссуру», «Спектакль документов. Откровения телевидения» и др.
Профессор, руководитель мастерской режиссуры Института повышения квалификации работников телевидения и радиовещания.
Похоронен на Ваганьковском кладбище.

## Фильмография
- 1958 — Кратчайшее расстояние
- 1962 — Весенний дождь
- Сахалинский характер
- Путешествие в будни
- 1967 — Летопись полувека. Год 1946
- Ярмарка
- 1971 — Этот удивительный спорт
- 1972 — Шахтёры
- 1977 — Макаровы
- 1978 — Частная хроника времён войны, Русское поле
- 1980 — Обгоняющие время
- 1981 — Деревенские повести
- 1983 — Егор Иваныч
- 1984 — Стратегия победы:
фильм 9 «Если враг не сдаётся…»
фильм 10 «На главном направлении»
- 1998 — Молитва
- Процесс
- Приглашение к празднику
- Человек или Дьявол
- Русская трагедия
- Священная война
- Дорога в ад
- Собачий вальс
- Вся война
- Операция без названия
- Опаснее врага
- Настоящая война
- Кавказский крест

## Награды и премии
- Заслуженный деятель искусств РФ (22.01.1997)
- Государственная премия СССР (1984) — за документальный телевизионный фильм «Егор Иваныч» (1983) и фильмы последних лет из телецикла «Деревенские повести» (1981) производства ТО «Экран»
- Государственная премия РСФСР имени братьев Васильевых (1979) — за документальные телевизионные фильмы «Шахтёры» (1972), «Макаровы» (1977), «Частная хроника времён войны» (1978)